# Jan Schuch
Jan Schuch (ur. 17 października 1884 w Warszawie, zm. 23 stycznia 1941 w Dniepropetrowsku) – polski inżynier, inspektor Policji Państwowej.

## Życiorys
Urodził się 17 października 1884 jako syn Floriana Ludwika (1861–1910, inżynier chemik) i Anieli z Michałowskich (1862–1944). Jego pradziadkiem był Jan Chrystian Szuch (1752–1813), architekt. Absolwent Gimnazjum Górskiego w Warszawie oraz Szkoły Wawelberga i Rotwanda w Warszawie. Po odbyciu rejsu dookoła świata ukończył studia na Politechnice w Bad Frankenhausen/Kyffhäuser zdobywając tytuł inżyniera w 1911. Pracował w Biurze Wodociągów i Kanalizacji Warszawy w okresie trzech lat.
Podczas I wojny światowej od 1915 służył w Straży Obywatelskiej, a po przekształceniu w Milicji Miejskiej. Działał w Polskiej Organizacji Wojskowej. Po odzyskaniu przez Polskę niepodległości uczestniczył w Bitwie Warszawskiej podczas wojny polsko-bolszewickiej, w której odniósł rany.
W wolnej Polsce wstąpił do Policji Państwowej. Awansowany do stopnia nadkomisarza. Od 1925 był komendantem Głównej Szkoły Policji w Warszawie, od 1926 zastępcą komendanta Policji Państwowej miasta stołecznego Warszawy (oraz pełniącego obowiązki komendanta). W 1927 roku został awansowany do stopnia podinspektora Policji Państwowej. W tym samym roku została opublikowana jego książka pt. Jakim powinien być policjant. Mianowany podporucznikiem rezerwy piechoty ze starszeństwem z 29 listopada 1930 roku.
W 1936 został mianowany inspektorem i komendantem Centralnej Szkoły Policyjnej w Mostach Wielkich.
Wobec zagrożenia konfliktem zbrojnym w 1939 został przydzielony do Komendy Głównej Policji Państwowej w Warszawie na stanowisko oficera inspekcyjnego. Po agresji III Rzeszy na Polskę, mimo otrzymanego rozkazu ewakuacji, czynił starania na rzecz ocalenia policjantów i uczniów szkoły policyjnej. Po agresji ZSRR na Polskę z 17 września 1939 został aresztowany przez sowietów w okolicach Tarnopola. Miał być przewieziony do jednego z obozów NKWD dla jeńców polskich, jednak wskutek choroby został wyłączony z transportu i osadzony w twierdzy w Dniepropetrowsku. Tam miał być więziony w celi skalnej pod ziemią i zmarł 23 stycznia 1941.
Hobbystycznie uprawiał sport: żeglarstwo, gimnastykę, jazdę konną oraz narciarstwo i eksplorację jaskiń w Tatrach (wspólnie z Mariuszem Zaruskim). Jego żoną była Janina z domu Iwicka, wnuczka tłumacza i powstańca Ignacego Iwickiego (podczas wojny działała w NSZ), a ich dziećmi byli: Tadeusz Florian (1912–1975), żołnierz AK i Zofia Felicja po mężu Nikiel (1916–2012), harcerka, nauczycielka języka francuskiego oraz działaczka społeczna.

## Ordery i odznaczenia
- Krzyż Kawalerski Orderu Odrodzenia Polski (2 maja 1923)[5][6]
- Krzyż Walecznych
- Złoty Krzyż Zasługi (27 listopada 1929)[7]
- Krzyż Zasługi za Dzielność (19 marca 1935)[8]
- Odznaka pamiątkowa Polskiej Organizacji Wojskowej